# Стародрачонінська сільська рада
Стародрачо́нінська сільська рада (рос. Стародрачёнинский сельский совет) — сільське поселення у складі Зоринського району Алтайського краю Росії.
Адміністративний центр — село Стародрачоніно.

## Населення
Населення — 892 особи (2019; 1106 в 2010, 1289 у 2002).

## Склад
До складу сільської ради входять:
| Населений пункт      | Населення, осіб (2002) | Населення, осіб (2010) |
| -------------------- | ---------------------- | ---------------------- |
| Кокорський, селище   | 181                    | 145                    |
| Озерне, село         | 382                    | 335                    |
| Стародрачоніно, село | 726                    | 626                    |